# Мельнянська сільська рада
Ме́льнянська сільська́ ра́да — колишній орган місцевого самоврядування в Конотопському районі Сумської області. Адміністративний центр — село Мельня.

## Загальні відомості
- Населення ради: 468 осіб (станом на 2001 рік)

## Населені пункти
Сільській раді підпорядковані населені пункти:
- с. Мельня

## Склад ради
Рада складалася з 12 депутатів та голови.
- Голова ради: Ганжа Галина Григорівна
- Секретар ради: Ганжа Ольга Андріївна

### Керівний склад попередніх скликань
| Прізвище, ім'я, по батькові | Основні відомості                                                 | Дата обрання | Дата звільнення |
| --------------------------- | ----------------------------------------------------------------- | ------------ | --------------- |
| Мищишина Антоніна Василівна | Сільський голова, 1963 року народження, позапартійна              | 26.03.2006   | 31.10.2010      |
| Ганжа Галина Григорівна     | Сільський голова, 1965 року народження, освіта вища, позапартійна | 31.10.2010   |                 |

Примітка: таблиця складена за даними сайту Верховної Ради України